# Saison 3 de Perdus dans l'espace
Chronologie
Saison 2
Cet article présente le guide des épisodes de la troisième et dernière saison de la série télévisée américaine Perdus dans l'espace (Lost in Space), mise en ligne le 1er décembre 2021 sur Netflix.

## Distribution

### Acteurs principaux
- Molly Parker (VF : Déborah Perret) : Maureen Robinson
- Toby Stephens (VF : Jérôme Pauwels) : John Robinson
- Maxwell Jenkins (VF : Fanny Bloc) : Will Robinson
- Taylor Russell (VF : Justine Berger) : Judy Robinson
- Mina Sundwall (VF : Lou Dubernat) : Penny Robinson
- Ignacio Serricchio (VF : Anatole de Bodinat) : Don West
- Parker Posey (VF : Claire Guyot) : June Harris / Dr Smith
- Brian Steele (en) : Le Robot

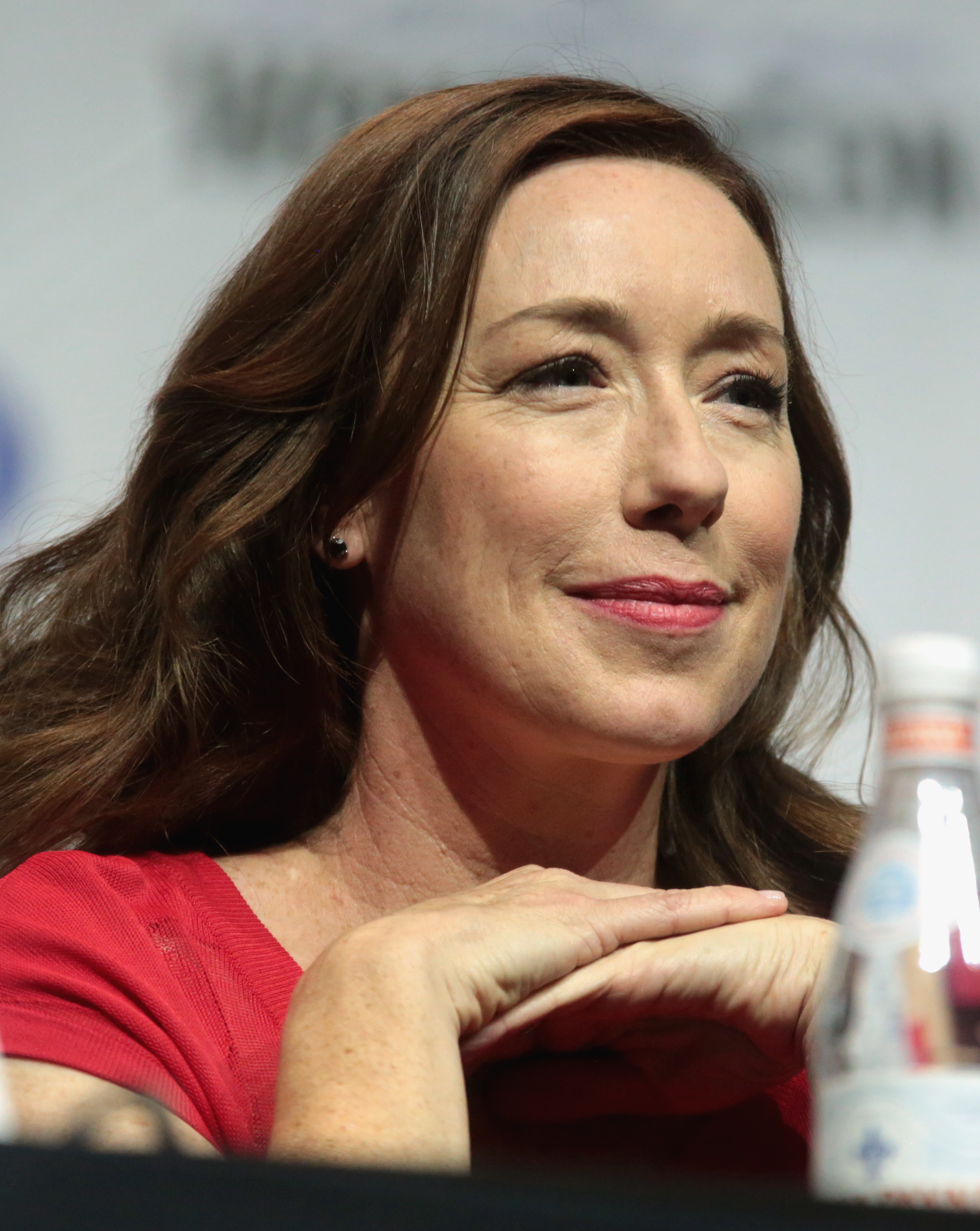
Molly Parker interprète Maureen Robinson.
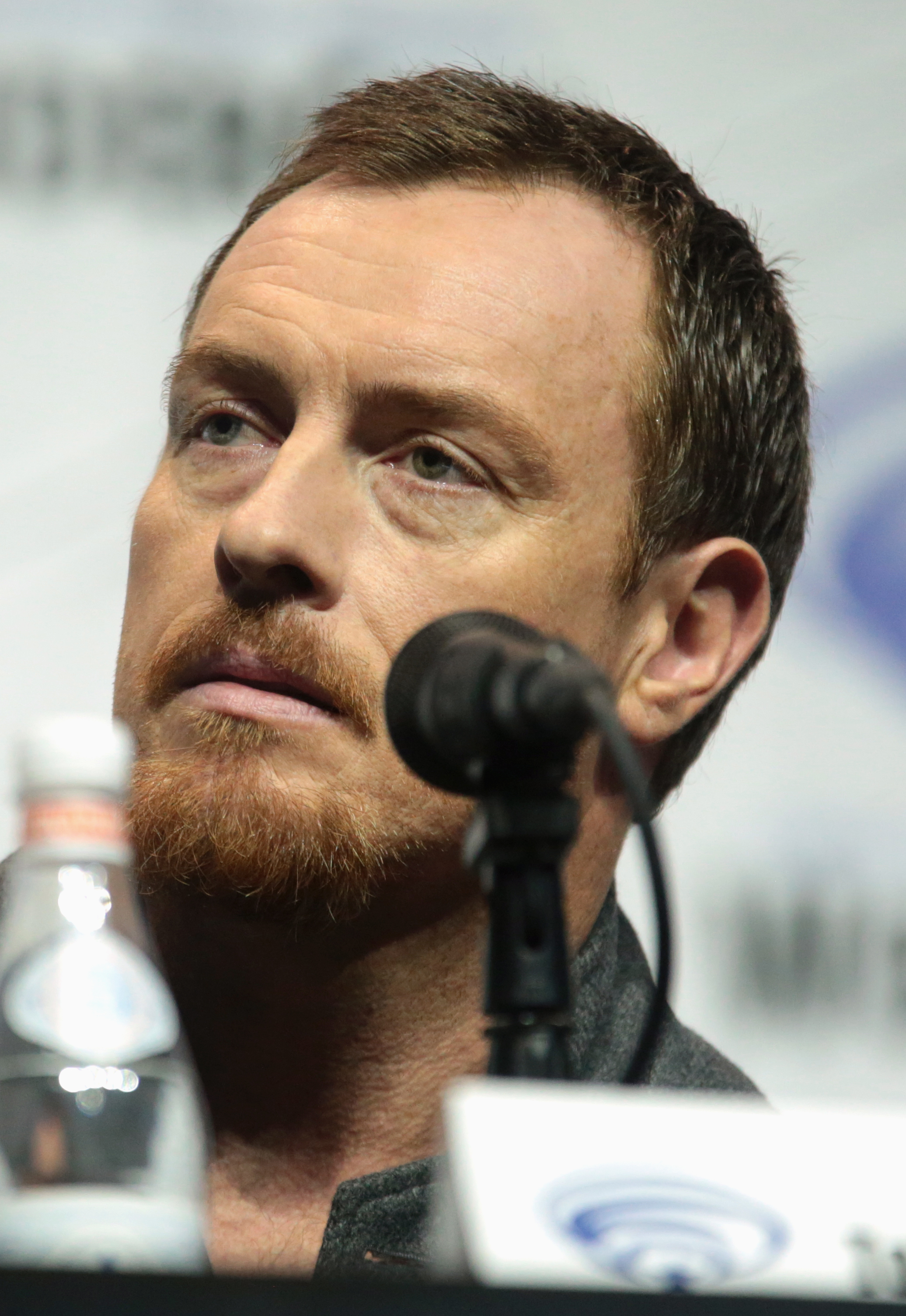
Toby Stephens interprète John Robinson.
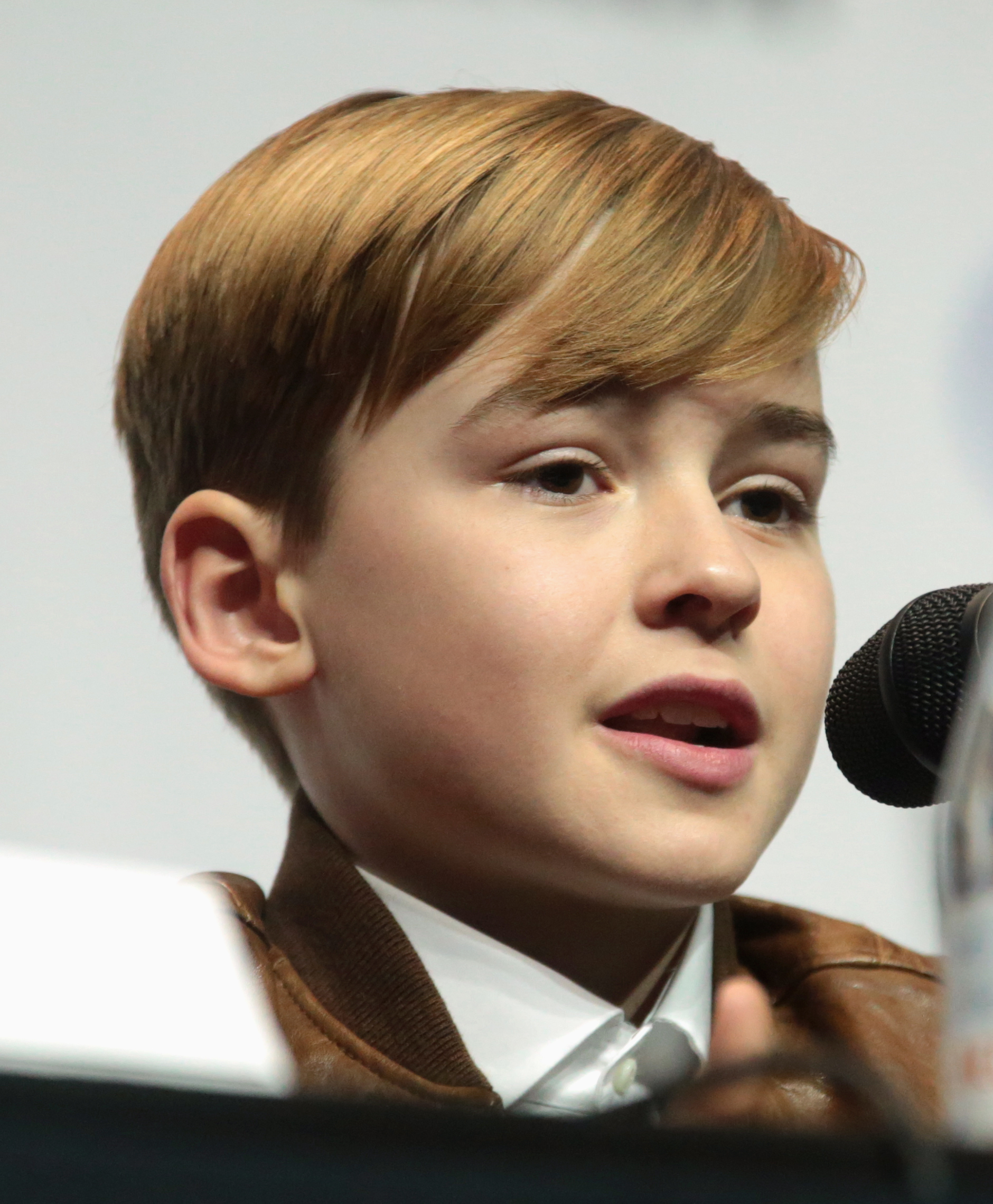
Maxwell Jenkins interprète Will Robinson.
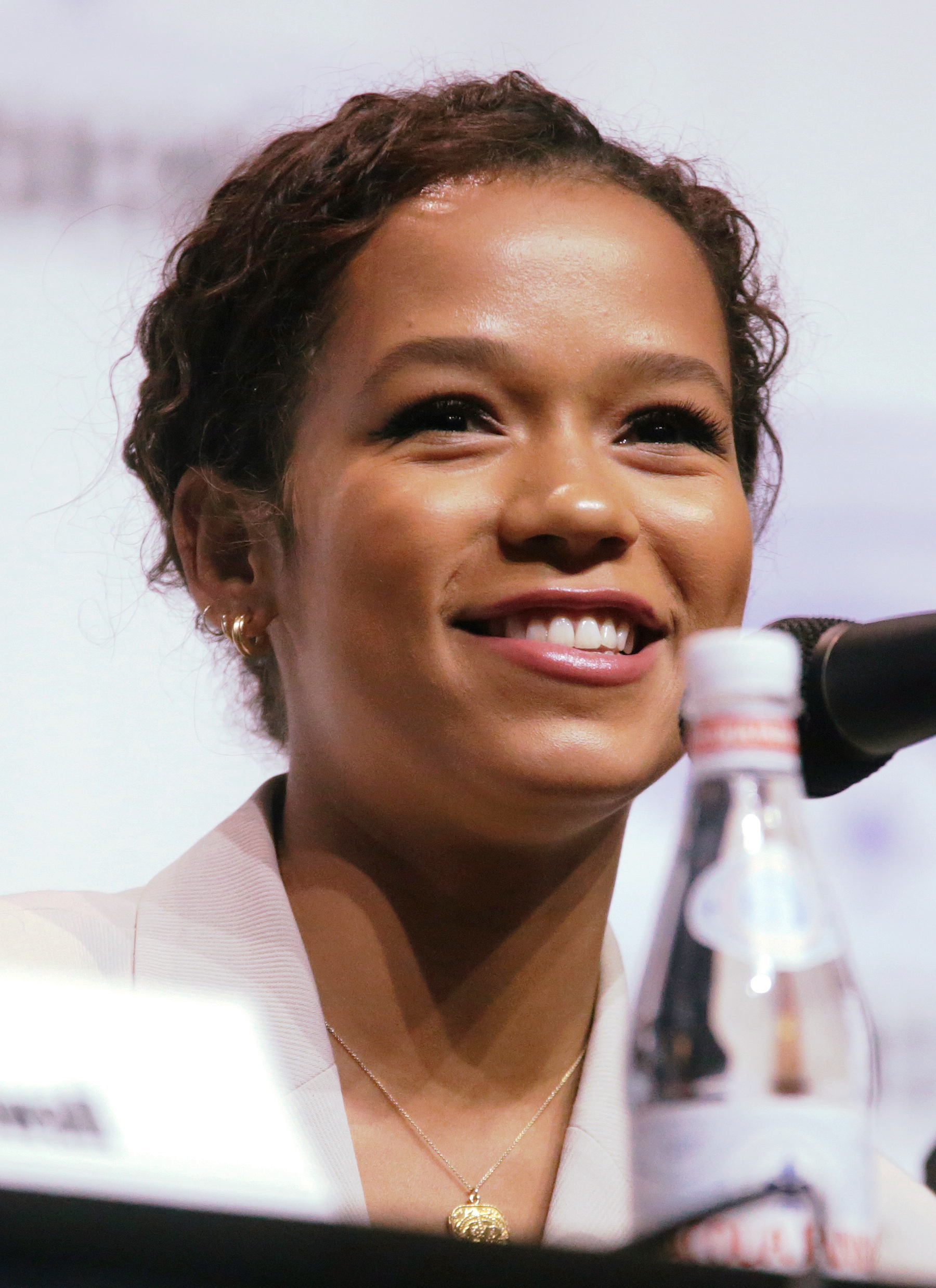
Taylor Russell interprète Judy Robinson.
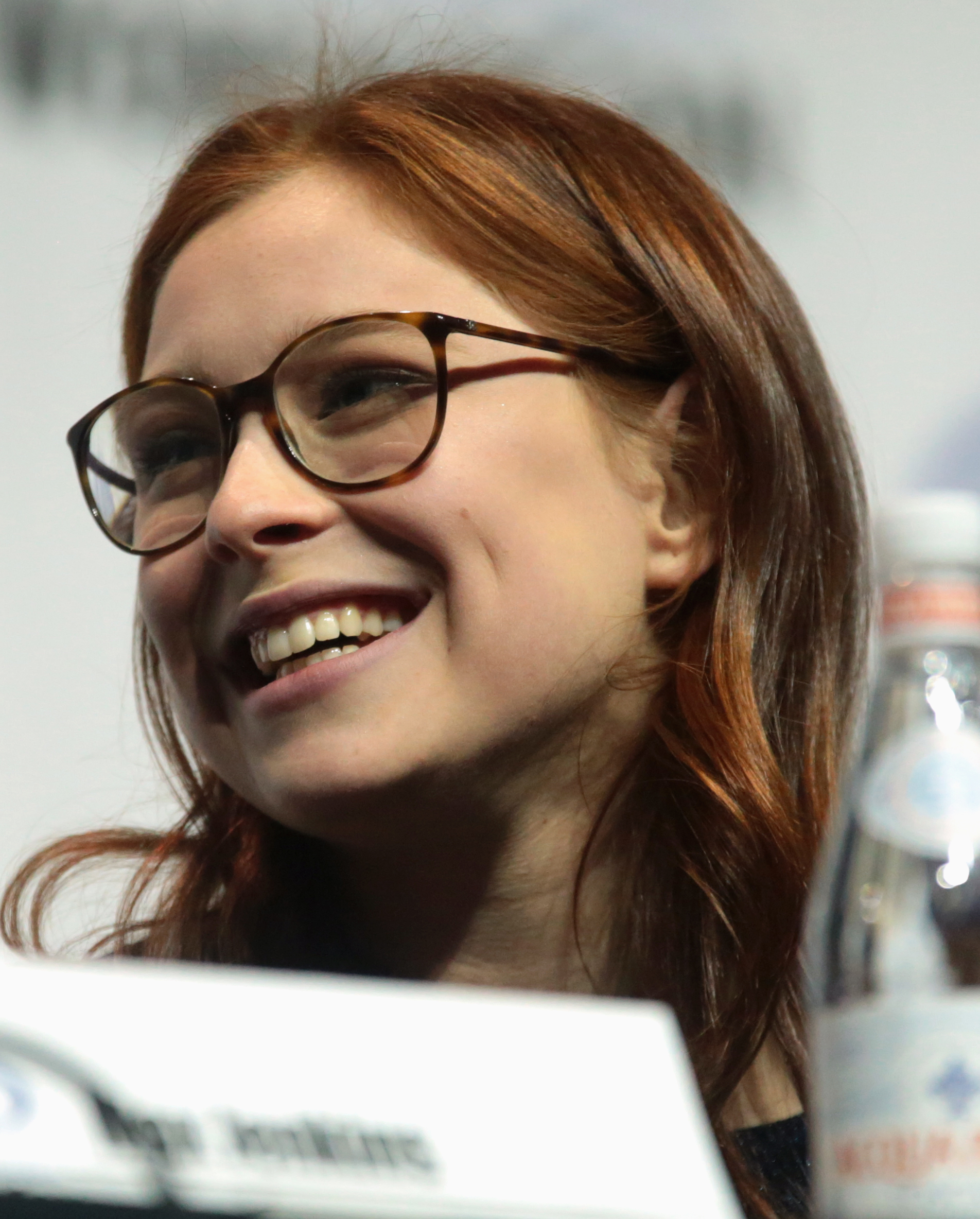
Mina Sundwall interprète Penny Robinson.
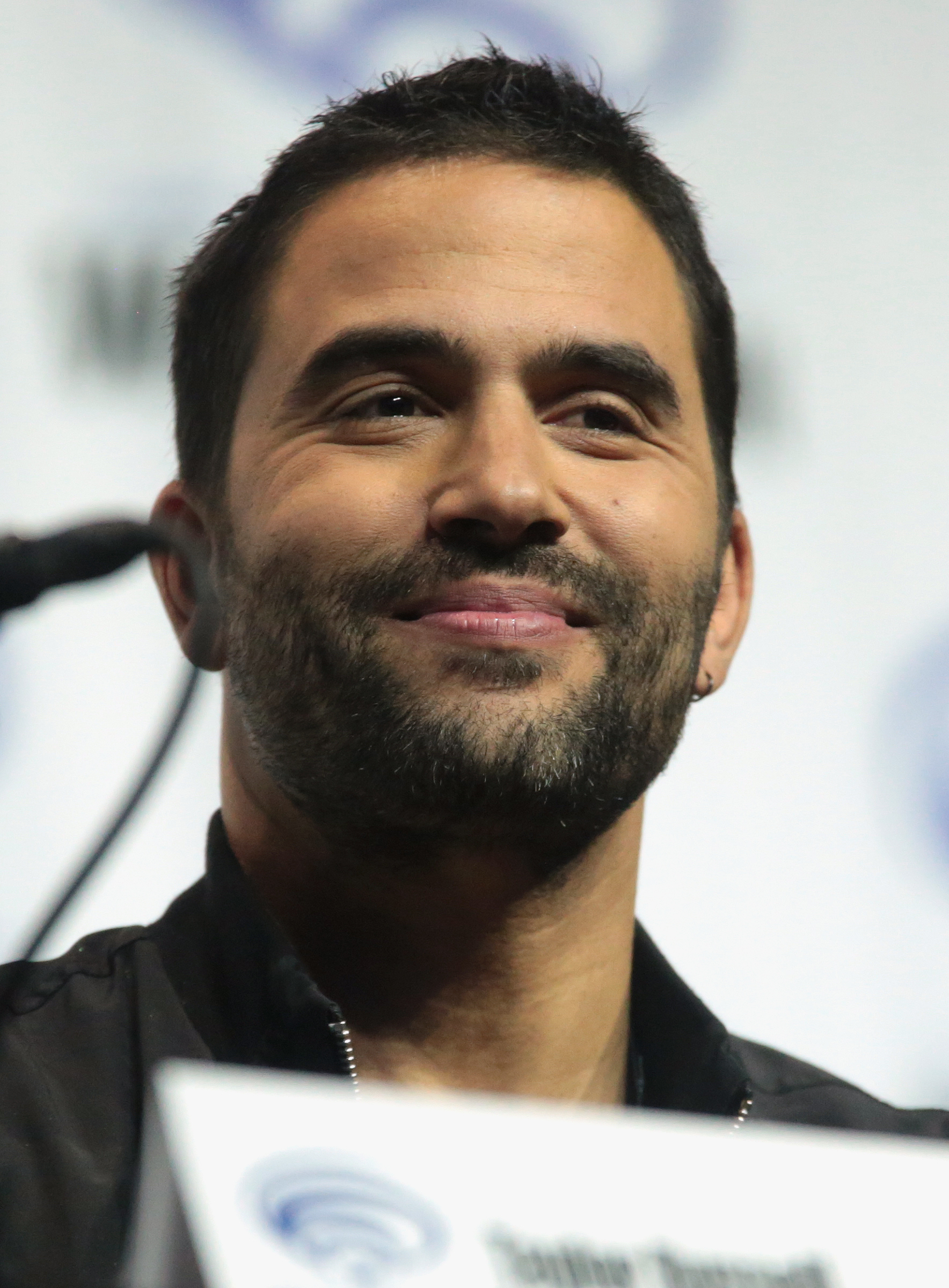
Ignacio Serricchio interprète Don West.
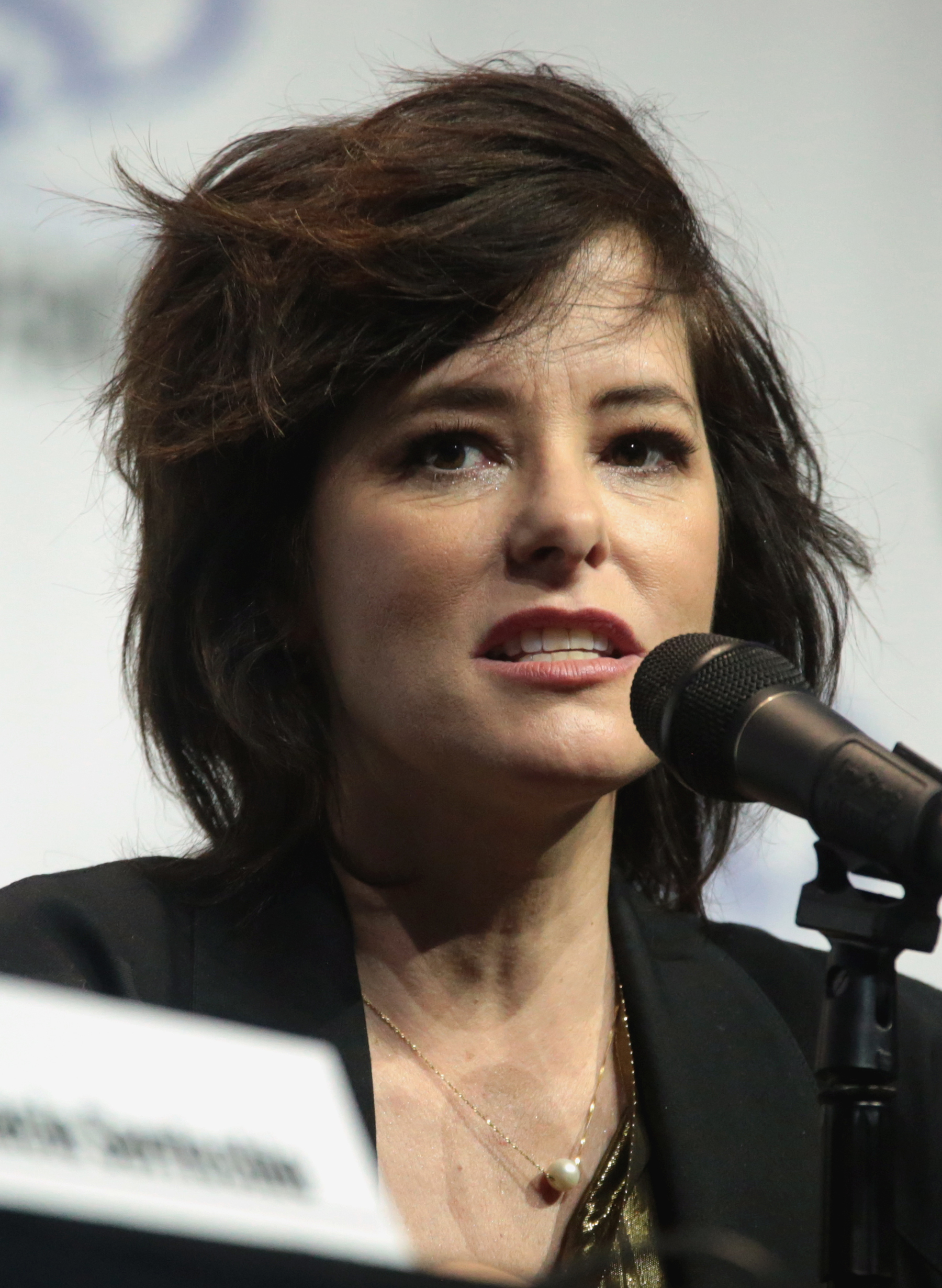
Parker Posey interprète June Harris / Dr Smith.

### Acteurs récurrents
- Ajay Friese (VF : John Kokou) : Vijay Dhar
- Raza Jaffrey (VF : Benjamin Gasquet) : Victor Dhar, délégué des colons du Résolution
- Veenu Sandhu (VF : Kahina Tagherset) : Prisha Dhar
- Kiki Sukezane (VF : Elsa Davoine): Aiko
- Amelia Burstyn (VF : Julie Léger) : Dianne
- Cary-Hiroyuki Tagawa (VF : Philippe Ariotti) : Hiroki Watanabe
- Yukari Komatsu (VF : Valérie Even) : Naoko Watanabe
- Adam Reid (en) (VF : Pierre Tessier) : Peter Beckert
- Iain Belcher (VF : Glen Hervé) : Evan
- Rowan Schlosberg (en) (VF : Jean-Michel Rucheton) : Connor
- Shaun Parkes : Capitaine Radic, commandant du Résolution
- Russell Hornsby (VF : Frantz Confiac) : Commandeur Grant Kelly, capitaine du Fortuna
- Charles Vandervaart : Liam Tufeld
- Elias Leacock : Noah
- Karen LeBlanc : Chancelière de la colonie Alpha du Centaure

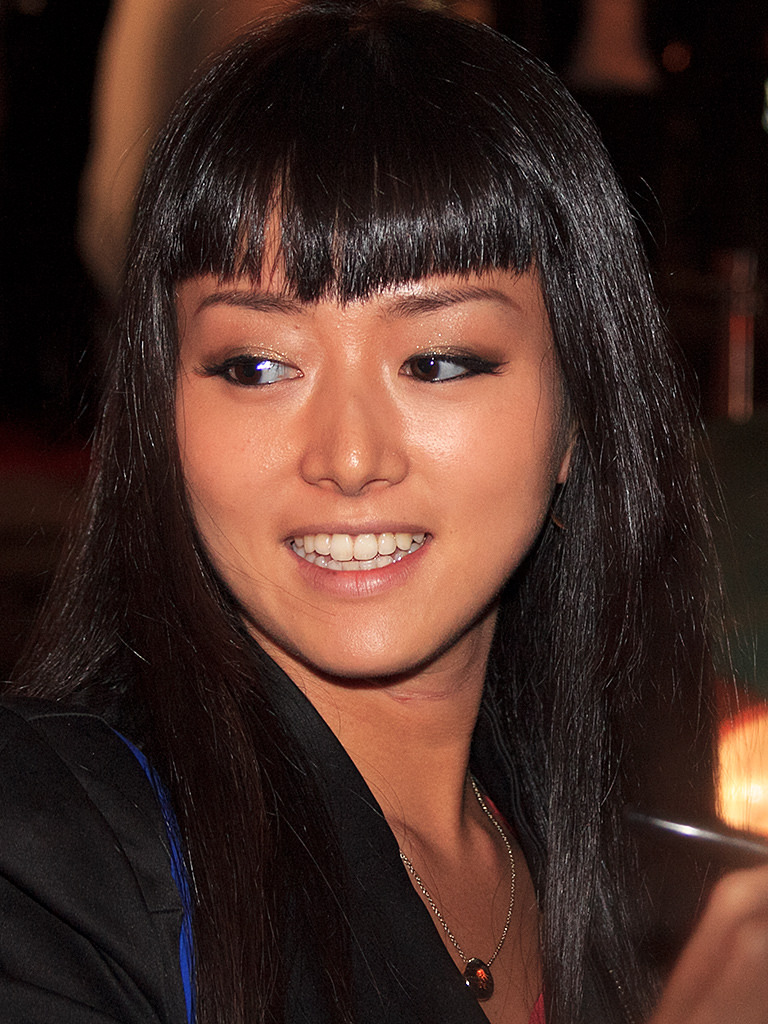
Kiki Sukezane interprète Aiko.
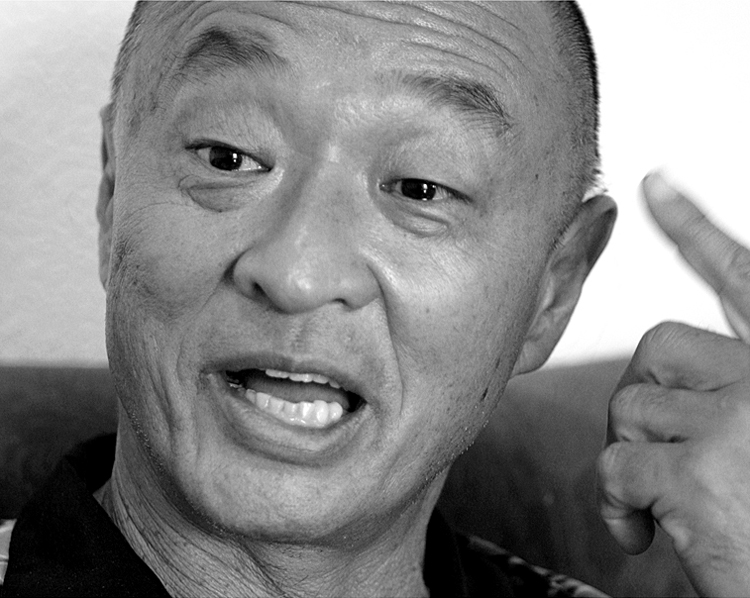
Cary-Hiroyuki Tagawa interprète Hiroki Watanabe.
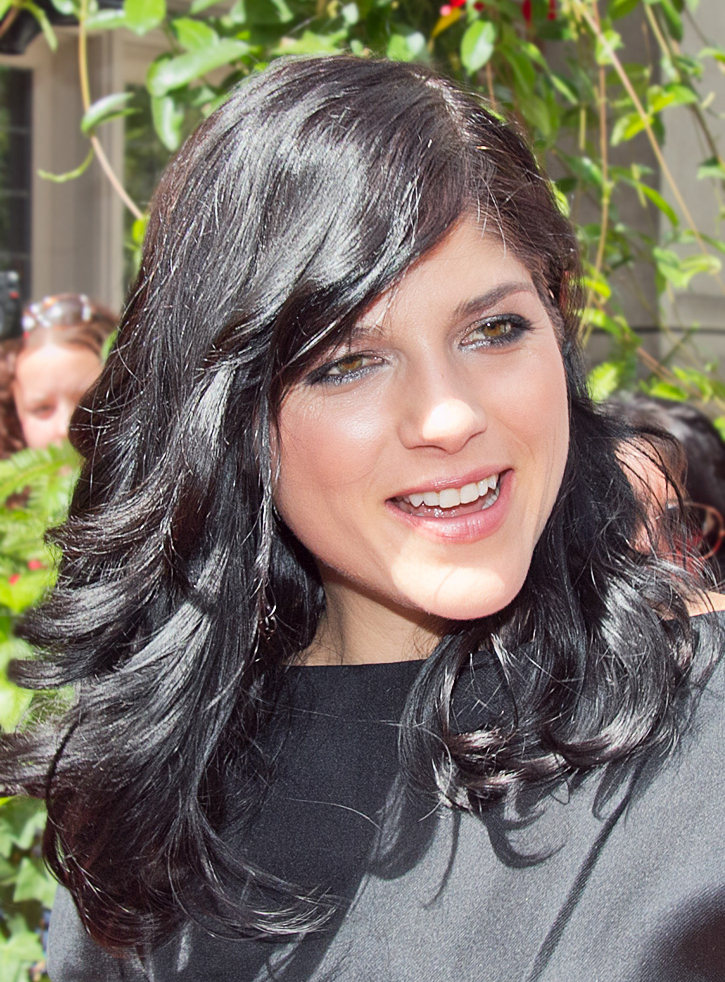
Selma Blair interprète Jessica Harris.
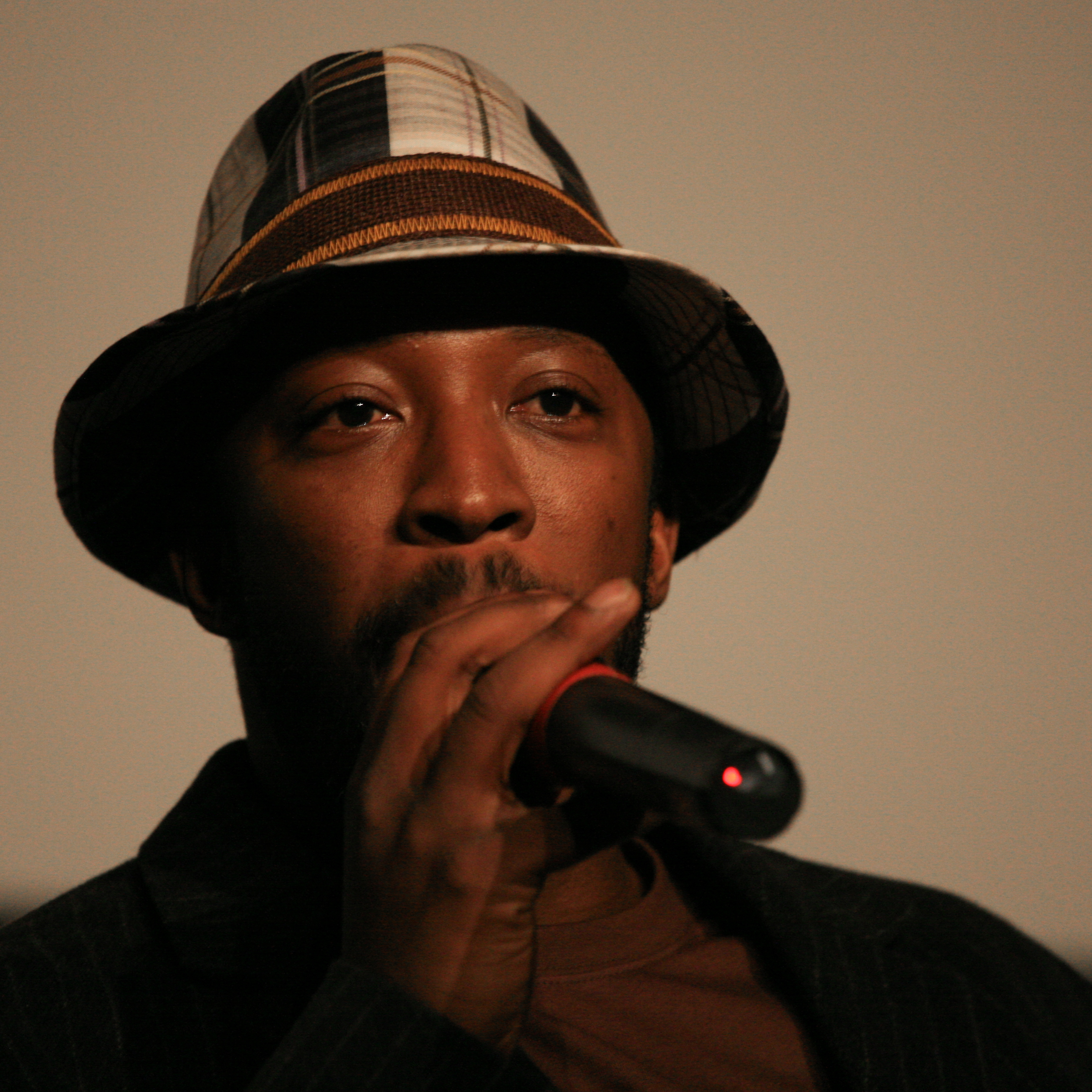
Shaun Parkes interprète le Capitaine Radic.
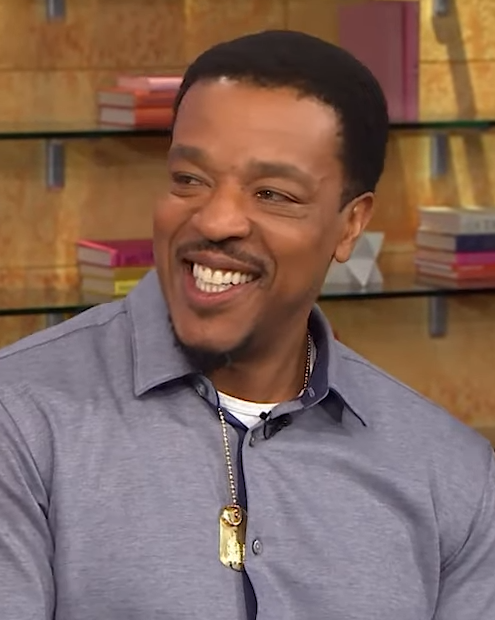
Russell Hornsby interprète le Commandeur Grant Kelly.

## Épisodes

### Épisode 1:Trois petits oiseaux
- : 1er décembre 2021 sur Netflix

### Épisode 2:Contact
- : 1er décembre 2021 sur Netflix

### Épisode 3:Le Nouveau
- : 1er décembre 2021 sur Netflix

### Épisode 4:Tout détruire
- : 1er décembre 2021 sur Netflix

### Épisode 5:Piège
- : 1er décembre 2021 sur Netflix

### Épisode 6:Dernières paroles
- : 1er décembre 2021 sur Netflix

### Épisode 7:Le Plan B du plan B
- : 1er décembre 2021 sur Netflix

### Épisode 8:Confiance
- : 1er décembre 2021 sur Netflix